# Doktorka Quinnová
Doktorka Quinnová (v anglickém originále Dr. Quinn, Medicine Woman) je americký historický seriál. Hlavní roli Dr. Michaely Quinnové v něm hraje Jane Seymour. Příběh se odehrává v polovině 19. století (1867–1873) v malém (tehdy) městečku Colorado Springs, kam se Michaela odstěhuje po smrti svého otce a provozuje svou lékařskou praxi. Její otec J. Quinn byl také lékař. Michaela se rozhodla jít po jeho stopách a proto se stala lékařkou. Michaela v Colorado Springs zažije spoustu věcí a např. zdědí děti Charlotty Cooperové nebo si vezme za muže Byrona Sullyho (Joe Lando). Televizní seriál se natáčel v letech 1993–1998. Scénář napsaly Dorothy Laudan a Beth Sullivan. Město Colorado Springs představovalo westernové městečko Paramount Ranch postavené v Agoura Hills v Kalifornii, ale v roce 2018 ho zničil požár.
Na TV seriál navazují i 2 filmy. Doktorka Quinnová (TV film) z roku 1999 a Doktorka Quinnová: Srdce na dlani z roku 2001.

## Obsazení
- Jane Seymour – Dr. Michaela Quinnová
- Joe Lando – Byron Sully
- Chad Allen – Matthew Cooper
- Erika Flores/Jessica Bowman – Colleen Cooper
- Shawn Toovey – Brian Cooper
- Orson Bean – Loren Bray
- Barbara Babcock – Dorothy Jennings
- William Shockley – Hank Lawson
- Jim Knobeloch – Jake Slicker
- Frank Collison – Horace Bing
- Henry G. Sanders – Robert E.
- Jonelle Allen – Grace
- Larry Sellers – Tančící oblak
- Geoffrey Lower – reverend Timothy Johnson
- Jason L. Adams – Preston A. Lodge III.
- Brandon Douglas – Andrew Cook
- John Schneider – Daniel Simon
- Alex Meneses – Teresa Morales

## Ocenění
Seriál byl velice úspěšný a získal několik ocenění, mimo jiné také Zlatý Globus:
- Cena Zlatý Globus – Nejlepší herečka v dramatickém televizním seriálu – 1996
- Cena Emmy – Vynikající kamera (1994 – Roland Smith) a vlasový styling (1994,1995,1996 – tým vlasových stylistů)
- Young Artist Award – Shawn Toovey získal čtyři ceny pro nejlepší výkon v dramatickém seriálu a Jessica Bowman jednu cenu, také za nejlepší výkon v dramatickém seriálu. V roce 1994 se stal seriál Nejlepším novým televizním seriálem.

Seriál získal také další ocenění, např.: Genesis Awards, Family Film Awards, FAITA Awards a další...

## Zajímavosti
- Jane Seymour má jedno oko zelené (levé) a druhé hnědé (pravé)
- Jane je oficiální mluvčí pro UNICEF a mezinárodní velvyslanec pro pomoc dětem v USA
- Dvojčata Jane jsou pojmenovány po Johnym Cashovi a Christopheru Reevovi
- Jane se stala občankou Spojených států v roce 2005
- manžel Jane Seymour James Keach si také zahrál v Doktorce Quinnové a několik epizod sám režíroval
- Jane má výborné výtvarné nadání
- Jane dostala od královny Alžběty II Řád britského impéria jako ocenění její kariéry
- Jako jedna z mála si Jane zahrála "bond girl" v bondovce s Rogerem Moorem "Žít a nechat zemřít"
- Shawn Toovey hraje na bubny od svých čtrnácti let
- Shawnovi rodiče jsou oba řidiči nákladních aut
- Chad Allen je jeden ze zakladatelů produkční společnosti "Mythgarden"
- Chad aktivně bojuje proti AIDS
- Jane jako jediná z herců hrála ve všech epizodách Doktorky Quinnové
- Joe Lando má předky z Itálie, Polska a Ruska
- Chad je gay[2]
- Jim Knobeloch (Jake) je manželem Beth Sulliven, která seriál vytvořila
- William Shockley (Hank) vlastní restauraci v Austinu, Texas, která se jmenuje "Cafe Josie"
- Barbara Babcock (Dorothy) vyrůstala v Tokyu a mluvila japonsky dřív než svým rodným jazykem
- Otec Barbary je americký armádní generál
- Bratr Brandona Douglase (Andrew) se zabil při dopravní nehodě
- John Schneider (Daniel) je spoluzakladatelem charitativní organizace "Children´s Miracle Network", která pomáhá dětem po USA
- Joe během páté série pomýšlel na odchod ze seriálu
- Jane a Chad už spolupracovali na filmu Kouzlo svatební noci
- Joe byl zvolen jedním z 50 nejkrásnějším lidí světa v roce 1993
- Chad kvůli Doktorce Quinnové odložil studium na univerzitě
- Alley Mills (Marjorie) je žena Orsona Beana (Loren)
- Barbara byla za výkon v epizodě Dámský večer (Ladies Night) nominována na cenu Emmy
- Jméno Sully vzniklo na základě jména Beth Sullivan
- Jennifer Youngs (Ingrid) je hlavně zpěvačka a muzikantka
- Jane byla blízko smrti ve svých 36 letech, když dostala velkou dávku penicilínu, na který je alergická
- Barbara byla v padesátce nejkrásnějších lidí světa v roce 1994
- Orson Bean (Loren) byl v padesátých letech na "černé listině"
- Orson je bratranec z druhého kolene Calvina Coolidge, který byl prezidentem Spojených států
- Henry G. Sanders (Robert E.) byl v armádě a bojoval ve válce ve Vietnamu
- Henry už je také dědeček
- Joe býval kuchařem